# ジャンボ・ブワナ
「ジャンボ・ブワナ」（Jambo Bwana; スワヒリ語で「こんにちは、先生」）は、ケニアのポップ・ソングでタンザニアでもよく知られている。ケニアのバンド、ゼム・マッシュルームにより1982年に最初にリリースされ、後にモンバサ・ルーツ、サファリ・サウンド・バンド、カジャ・ニン、アダム・ソロモン、マニ・コレンゴデ、ドイツのグループであるボニーMなど、数多くのバンドや歌手がカバーしている。「ジャンボ・ジャンボ」や「ハクナ・マタタ」のタイトルでも知られている。
「ジャンボ・ブワナ」は、観光客を相手にしたホテル・ポップソングとして広く採用されている。歌詞には、ハバリ・ガニ? ンズリ・サナ（いかがですか？元気です）やハクナ・マタタ（問題なし）といった、良く知られたスワヒリ語のフレーズや挨拶が取り入れられている。ゼム・マッシュルームのオリジナルヴァージョンには、スワヒリ語、レゲエ音楽、アフリカ、マッシュルームスープ（マジックマッシュルームに言及）を讃える言葉も入っていた。

## 人気
ゼム・マッシュルームによる「ジャンボ・ブワナ」は莫大な商業的成功を収め、1982年から1987年の間に20万枚以上を売り上げ、ケニアでのレコード売り上げ認定を受けた。この成功の結果、ほかの多くのバンドがこの歌をカバーし、同様の成功を収めた。特にサファリ・サウンド・バンドのヴァージョンは、東アフリカの多くの観光地で歌われている曲の一つである。ディズニー映画の「ライオンキング」で使われたスワヒリ語の「ハクナ・マタタ」も、この曲のコーラス部分から採られていると考えられる。
ゼム・マッシュルームはこの歌を彼らのいくつかのアルバムで歌っていて、彼らのヴァージョンとカバーヴァージョンは共に、パーティや子ども向きを含むアフリカのポップミュージック集に見られる。
この歌はリチャード・リンクレイター監督、ケイト・ブランシェット主演の2019年映画『バーナデット ママは行方不明』で使われた。